# Схиммелпеннинк, Рутгер Ян
Рутгер Ян Схиммелпеннинк (нидерл. Rutger Jan Schimmelpenninck; 31 октября 1761[…], Девентер, Оверэйссел — 25 марта 1825, Амстердам) — нидерландский политический деятель.
Был адвокатом в Амстердаме, со времени французской революции играл видную роль как её сторонник. В 1795 году, после бегства амстердамского магистрата, вызванного завоеванием Нидерландов генералом Пишегрю, Схиммелпеннинк занял место члена амстердамского магистрата и в этой должности имел сильное влияние на судьбы всей страны, ставшей к тому времени — при его значительном вкладе — Батавской республикой.
В 1798 году был отправлен послом во Францию, где с небольшими перерывами оставался до 1805 года. В 1802 году в числе прочих подписал Амьенский мир, как представитель Батавской республики. Совершенно чуждый тщеславия, глубоко убеждённый либерал и республиканец, Схиммелпеннинк старался влиять на Францию, пытаясь сохранить федеративное устройство Батавской республики, и долго не поддавался Наполеону, желавшему трансформировать Батавию в централизованную автократию, а для этого готовому предоставить самому Схиммелпеннинку высший пост в государстве с возможно широкими полномочиями. Однако Наполеон, несмотря на противодействие Схиммелпеннинка, провёл одну за другой конституции 1801 и 1805 годов, которые были этапами к достижению его цели.
На основании последней, Батавия была преобразована в унитарное государство во главе с гранд-пенсионарием, и Схиммелпеннинк, хотя и неохотно, принял этот пост. Через год глазная болезнь Схиммелпеннинка дала Наполеону удобный предлог устранить его от дел и обратить Голландию в королевство во главе с Людовиком Бонапартом. Краткое управление Схиммелпеннинка ознаменовано реформами в области народного образования, путей сообщения и т. д. В 1811 году Наполеон пожаловал Схиммелпеннинку, жившему в уединении в своем поместье, звание сенатора и титул графа. При образовании Нидерландского королевства Схиммелпеннинк назначен членом первой палаты.